# Valdir Comegno
Valdir Comegno (Bauru, 1938) é um Escritor, professor, historiador. Valdir Comegno, nasceu em Bauru, SP. Como professor é aposentado da Escola Caetano de Campos na Praça Roosevelt. Iniciou seus estudos em sua cidade natal, onde concluiu o curso de magistério. Na Pontifícia Universidade Católica de Campinas formou-se como geografo. Em São Paulo habilitou-se em Estudos Sociais na Faculdade de Ciências e Letras Tereza Martin. Em agosto de 2008 aos 70 anos através da Meireles Editorial lançou seu primeiro livro "A Magia do Rádio". Em maio de 2010 o Instituto Memória de Curitiba, publicou a segunda edição. Atualmente ambas as edições encontram-se esgotadas. Em 2012 em continuação ao primeiro livro lançou "Nas Ondas da Magia do Rádio", pela ABR Editora. Em 2013 em parceria com a jornalista Thais Matarazzo publicou o seu terceiro trabalho, "A Dinastia do Rádio Paulista" uma homenagem ao Rádio paulista com suas cantoras, locutoras e atrizes. Em agosto de 2014 lançou o livro "Histórias Através dos Tempos" que abrange  as cinco primeiras décadas do século XX, de Rádio, Cinema e Televisão", em São Paulo, nos chamados Anos Dourados. Segundo Juvenal Alvarenga Júnior, sociologo e apaixonado pela 7ª arte o Cinema:  "Valdir Comegno cresceu como Rádio, vivendo com ele suas fases essenciais. Foi fã fiel de seus cantores, em todos os períodos que atravessaram. Acompanhou atentamente as novelas radiofônicas e conheceu o clamor dos auditórios. Portanto terá sempre o que contar".
Leia mais: https://a-magia-do-radio6.webnode.com/sobre-nos/.